# Live in Cambridge
Live In Cambridge és DVD llançat al mercat el novembre del 2001 per la cantant i compositora islandesa Björk. El director és en David Barnard. Aquest DVD està format per 14 cançons que foren interpretades en un concert en Cambridge que va tenir lloc el 2 de desembre de 1998.

## Relació de cançons
1. Hunter
2. Come To Me
3. All Neon Like
4. You've Been Flirting Again
5. Isobel
6. Immature
7. Play Dead
8. Alarm Call
9. Human Behaviour
10. Bachelorette
11. Hyperballad
12. Pluto
13. The Anchor Song
14. Jóga